# Hawayo Takata
Hawayo Takata (ur. 24 grudnia 1900 w Hanamaulu na Hawajach, zm. 11 grudnia 1980) – Amerykanka pochodzenia japońskiego, urodzona w Hanamaulu na Terytorium Hawajów, przyczyniła się do wprowadzenia praktyki Reiki do świata zachodniego.

## Historia
Takata została przeszkolona w Reiki przez Chujiro Hayashi w Tokio i została Mistrzem Praktykiem w 1938 roku.
Hawayo Takata przez jakiś czas prowadziła własne ośrodki zdrowia i odnowy biologicznej Spa w Kalifornii i na Hawajach. Później skoncentrowała się na nauczaniu Reiki. Początkowo udzielała inicjacji pierwszego i drugiego stopnia. Jednakże, w ostatnim okresie życia wyszkoliła 22 Mistrzów Reiki.
Takata zmarła 11 grudnia 1980 roku o godzinie 2:45 w szpitalu Van Buren County Memorial Hospital w mieście Keosauqua w stanie Iowa.